# Bvndit
Bvndit (koreanisch 밴디트, stilisierte Schreibweise BVNDIT) war eine südkoreanische Girlgroup der vierten K-Pop-Generation, die 2019 von MNH Entertainment gegründet wurde. Die Gruppe debütierte am 10. April 2019 mit der Single Hocus Pocus.
Der offizielle Fanclub-Name der Gruppe lautet Bvnditbul (반딧불).

## Geschichte
Am 4. März 2019 kündigte MNH Entertainment die Gründung der ersten Girlgroup der Agentur an. In den Wochen danach wurden die fünf Mitglieder der Gruppe einzeln vorgestellt und der Gruppenname Bvndit (ausgesprochen wie das englische „Bandit“) bekannt gegeben. Bvndit debütierte am 10. April 2019 mit dem Single-Album Bvndit, Be Ambitious! und der Single Hocus Pocus. Schon im Mai veröffentlichte die Gruppe die, von Pentagons Hui komponierte, digitale Single Dramatic (드라마틱). Am 5. November 2019 erschien mit Be! die erste EP der Gruppe zusammen mit der Single Dumb.
Im Frühjahr 2020 veröffentlichte die Gruppe die, komplett in Englisch gesungene, Single Cool im Rahmen von MNH Entertainments „New.wav“-Musikprojekts und später die digitale Single Children.
Am 13. Mai 2020 erschien Carnival, die zweite EP der Gruppe, zusammen mit der Single Jungle.
Am 11. November 2022 gab MNH Entertainment bekannt, dass alle Mitglieder ihre Verträge gekündigt haben und Bvndit aufgelöst wurde.

## Mitglieder
| Name          | Geburtsname           | Geburtstag (Alter)     | Geburtsort | Position                         |
| ------------- | --------------------- | ---------------------- | ---------- | -------------------------------- |
| Yiyeon 이연   | Jung Da-sol 정다솔    | 28. Mai 1995 (29)      | Donghae    | Team leader Lead Vocal, Main Rap |
| Songhee 송희  | Yoon Song-hee 윤송희  | 8. November 1998 (26)  | Seongnam   | Lead Vocal                       |
| Jungwoo 정우  | Uhm Jung-woo 엄정우   | 2. April 1999 (25)     | Seoul      | Main Vocal                       |
| Simyeong 시명 | Lee Si-myeong 이시명  | 27. Mai 1999 (25)      | Hanam      | Vocal, Lead Dance                |
| Seungeun 승은 | Shim Seung-eun 심승은 | 27. Dezember 2000 (24) | Gwangju    | Vocal, Main Dance, Rap           |

## Diskografie

### EPs
- 2019: Be!
- 2020: Carnival

### Single-Alben
- 2019: Bvndit, Be Ambitious!

### Singles
- 2019: Hocus Pocus
- 2019: Dramatic (드라마틱)
- 2019: Dumb
- 2020: Cool
- 2020: Children
- 2020: Jungle